# شارع التسعين
شارع التسعين هو أحد أهم الشوارع الرئيسية في منطقة التجمع الخامس بالقاهرة الجديدة، ويُعتبر المحور الرئيسي والحيوي للمدينة، حيث يجمع بين الوظائف التجارية، الإدارية، السكنية، والترفيهية . يمتد الشارع بطول يزيد على 23 كيلومترًا، ويبلغ عرضه نحو 90 مترًا، وهو ما يُفسر سبب تسميته بهذا الاسم.
يعد الشارع مركزًا مهمًا للتواصل بين مختلف أحياء القاهرة الجديدة، ويربط بين العديد من المجمعات السكنية الراقية والمراكز التجارية الكبرى والمرافق الخدمية المتنوعة.  
ينقسم الشارع إلى قسمين رئيسيين:
1. شارع التسعين الشمالي: يمتد من بداية القاهرة الجديدة باتجاه الطريق الدائري الإقليمي. ويضم العديد من الشركات الكبرى، البنوك، والمولات التجارية مثل كايرو فستيفال سيتي مول. يتميز بكثافة النشاط التجاري والخدمي.
2. شارع التسعين الجنوبي: يمتد من ميدان النرجس حتى محور محمد نجيب. ويغلب عليه الطابع السكني الراقي مع وجود كمبوندات فاخرة، إلى جانب بعض المراكز الخدمية. ويشهد توسعًا عمرانيًا كبيرًا في السنوات الأخيرة.

## التاريخ
التاريخ والتطوير
بدأ تخطيط شارع التسعين في أواخر تسعينيات القرن العشرين، كجزء من مشروع القاهرة الجديدة الذي أطلقته هيئة المجتمعات العمرانية الجديدة لتخفيف الضغط عن القاهرة القديمة واستيعاب الزيادة السكانية.و خلال العقدين الأخيرين، شهد الشارع طفرة عمرانية كبيرة، شملت:
إنشاء كباري ومحاور مرورية جديدة مثل كوبري الميثاق وكوبري جاردينيا، لربطه بمناطق مثل مدينة نصر والمعادي.
وإدخال مشروع المونوريل الذي يضم عدة محطات على طول الشارع لتعزيز سهولة التنقل وربط القاهرة الجديدة بالمناطق الأخرى.